# André Chapuy
André Chapuy né à Paris le 23 mai 1882 et mort à Paris le 9 juillet 1941 est un peintre, illustrateur et décorateur français.

## Biographie
Fils du sculpteur Agénor Chapuy (1838-XXe siècle), André Jacques Chapuy naît dans le 7e arrondissement de Paris le 23 mai 1882.
Il peint principalement des nus, des portraits, des scènes de genre et des paysages.
Il participe au Salon des indépendants à Paris en 1907 et devient sociétaire de la Société des artistes indépendants la même année. Il participe ensuite au Salon de la Société nationale des beaux-arts et pose également au Salon d'Automne, dont il devient membre en 1911,. En 1913, il obtient une bourse de voyage du Salon des artistes français et devient pensionnaire de la Villa Abd-el-Tif à Alger. La même année, il devient membre de la Société nationale des beaux-arts, de la Société des artistes français ainsi que de la Société des aquarellistes français.
Membre du Salon des Tuileries, il y expose en 1929 les toiles Sortie de tripot et Automne. Son tableau Effet de neige, aujourd'hui non localisé, était conservé à Paris au musée du Luxembourg. Chapuy est par ailleurs directeur de l'école des Beaux-Arts du Havre.
André Chapuy meurt dans le 6e arrondissement de Paris le 9 juillet 1941 à l'âge de 59 ans,.

## Expositions
- Salon des indépendants
  - 1907 : Charenton par la neige ; Dimanche matin, rue Saint-Médard.
  - 1911 : La liseuse ; Paresse ; Rêverie ; Le miroir.
  - 1923 : Soir d'hiver dans le Haut-Morvan.
  - 1930 : Peinture (n° 769) ; Peinture (n° 770).
- Salon de la Société nationale des beaux-arts
  - 1914 : Bords de Marne.
  - 1921 : Village sous la neige.
  - 1922 : Effet de neige ; Sortie d'église.
  - 1923 : Arbres d'Orient.
  - 1924 : Neiges en Morvan.
  - 1926 : Soir d'été.
  - 1929 : Descente de croix.
  - 1933 : Souvenir de 1914[8]
- Salon d'automne
  - 1910 : La neige sur la Seine ; Pauvre fille.
  - 1911 : Flânerie[9]
  - 1913 : Paysage de neige ; Petits martyrs.
  - 1931 : Nu.
- Salon des Tuileries
  - 1926 : Portrait de Gabriel Fauré
  - 1928 : Intérieur à figures.
- Galerie Georges Petit
  - 1908 : Le guinche ; Explication ; Le beau brun ; En solitude.
  - 1910 : Les grands arbres ; Au Pont-Neuf ; Notre-Dame ; Asnières ; Sur la Seine (aquarelles).
  - 1912 : Près de Bagneux.
- Petit-Palais, 1918 : A la fontaine (n° 111).
- Galerie Charpentier, 1933 : Nu couché.

## Réception critique
- « M. André Chapuis s'affirme depuis quelques expositions un artiste de toute première valeur. Il est très varié. Il a montré dans des études de femmes une grâce vraie et profonde. Il a peint des scènes d'hiver d'une nostalgie mortelle, des marchés pleins de hures énormes et accumulées. Il a de la joliesse et de la force. » ― Gustave Kahn, Mercure de France, 1er janvier 1912[10].

- « Le talent, un talent un peu superficiel peut-être en ses expressions, n'est pas contestable chez M. André Chapuy. Il se manifeste dans le goût avec lequel sont ordonnées les couleurs dans ces coins de chambres closes où, sur un lit défait, une femme est étendue dont les formes nuancées jouent avec les nuances diverses des objets qui l'entourent. Il se manifeste aussi dans des paysages d'hiver où la neige et les troncs forment en leur union une harmonie grise, délicate et attirante. Le talent de M. André Chapuy s'exprime en des pages réduites. Il paraît s'accomoder mal des espaces trop vastes. Il reste tel depuis une quinzaine d'années, sans que varient ses expressions successives, celles-là du moins où l'artiste se trouve tout entier, et c'est une constatation curieuse que cette persistance d'une expression restée à peu pareille au cours des années, sans rien perdre, ni rien acquérir. » ― René-Jean, Comœdia, 7 décembre 1924[11].

- « Ce qui est le plus frappant peut-être dans la cohue des expositions qui se multiplient à Paris, c'est le nombre de rétrospectives. Les morts viennent concurrencer, ou, si le mot effare, étayer les vivants. […] C'est aussi André Chapuy, mort il y a quelques mois, dont une galerie de la rue de Seine[12] montre l'œuvre en résumé : petits paysages recueillis, les meilleurs consacrés à la campagne normande, effets de neige qui défilèrent nombreux à divers Salons, personnages et scènes réalistes qui descendent de Lautrec, panneaux décoratifs dictés par l'Algérie. André Chapuy, illustrateur, décorateur et peintre, marque, ici et là, un esprit d'inquiète recherche qui le pousse dans des voies diverses où il tâtonne parfois, mais il garde toujours une fraîcheur de sentiment et une honnêteté qui sont le grand mérite et l'attrait de cette exposition. » ― René-Jean, Le Temps, 13 juin 1942[13].

## Élèves
- Lucy Citti Ferreira (1911-2008).

## Distinctions
- Chevalier de la Légion d'honneur (décret du 30 juillet 1935)[14].